# Hib
Hib je viška tradicionalna delicija nastala u predantičko doba. 
Spravlja se od smokava, aromatičnog bilja, badema, domaće rakije itd. Čuva se u suhom lovorovom i ružmarinovom lišću koji hib čuvaju od mušica i drugih nametnika, a daju mu i dodatnu aromu. 
Hib se tradicionalno čuva za dane Božića i kolendavanja, kada se reže na tanke kriške i nudi gostima uz domaću travaricu. Često se poslužuje kao slatko jeo u izuzetnim prilikama uz travaricu, ali othranio je i mnoge težake koji su ga nosili u vinograde i uz teški rad konzumirali. 
Odlika hiba je svježina, lakoća, jednostavnost i oslanjanje na zdrave namirnice i začine koje su Višani čarobnim dodirom doveli do bogovske delicije gdje se ne remeti sklad originalnosti i prirodnih okusa. Sastojci u hibu su ekološki čisti, bez primjesa ikakvih umjetnih dodataka: smokva, komorač, badem, kora naranče i travarica.